# Lotnictwo transportowe
Lotnictwo transportowe – rodzaj lotnictwa pomocniczego (wsparcia) przeznaczony do przewożenia drogą powietrzną wojsk, sprzętu i zaopatrzenia oraz ewakuacji rannych i chorych, przewozu i wysadzania desantów powietrznych i grup specjalnych.
Lotnictwo transportowe wyposażone jest w samoloty transportowe i śmigłowce, a wcześniej także w szybowce. Jednostki lotnictwa transportowego mogą wchodzić w skład związków wszystkich rodzajów sił zbrojnych → Rodzaje sił zbrojnych w Wojsku Polskim. Rozwój lotnictwa transportowego przyczynił się do rozwoju wojsk powietrznodesantowych i zwiększył możliwości manewrowe wojsk w ogóle.